# 亞姆
亞姆（Yarm）是東北英格蘭的一個小鎮和民政教區。據2011年英國人口普查，亞姆有人口9,745人。亞姆位於提斯河南岸，屬於北約克郡。